# Condado de Pułtusk
Condado de Pułtusk (polaco: powiat pułtuski) é um powiat (condado) da Polónia, na voivodia de Mazóvia. A sede do condado é a cidade de Pułtusk. Estende-se por uma área de 828,63 km², com 51 050 habitantes, segundo os censos de 2005, com uma densidade 61,61 hab/km².

## Divisões admistrativas
O condado possui:
Comunas urbana-rurais: Pułtusk
Comunas rurais: Gzy, Obryte, Pokrzywnica, Świercze, Winnica, Zatory
Cidades: Pułtusk

## Demografia
População (dados de 30 de Junho de 2005):
|          | Total   | Total | Mulheres | Mulheres | Homens  | Homens |
| -------- | ------- | ----- | -------- | -------- | ------- | ------ |
|          | pessoas | %     | pessoas  | %        | pessoas | %      |
| Total    | 51 050  | 100   | 25 887   | 50,7     | 25 163  | 49,3   |
| Cidades  | 19 171  | 100   | 10 075   | 52,6     | 9096    | 47,4   |
| Povoados | 31 879  | 100   | 15 812   | 49,6     | 16 067  | 50,4   |